# Elecciones al Parlamento de Cataluña
Las elecciones al Parlamento de Cataluña son las elecciones autonómicas en las que los ciudadanos de Cataluña eligen a los miembros de su parlamento.
El Parlamento de Cataluña posteriormente elige al presidente de la Generalidad de Cataluña para que forme el Consejo Ejecutivo de la Generalidad, el gobierno autonómico catalán.

## Legislación
La legislación electoral en Cataluña está compuesta por la Constitución española de 1978, la Ley Orgánica del Régimen Electoral General de 1985 y el Estatuto de Autonomía de Cataluña de 2006. Cataluña es la única comunidad autónoma que no dispone de una ley electoral propia, por lo que se rige en funciones por una disposición transitoria aprobada en 1977 por el gobierno preconstitucional de Adolfo Suárez, refrendada como tal el 18 de diciembre de 1979, hace 40 años, y también en 2006.

## Sistema electoral

Parlamentarios por circunscripción

El Estatuto de Autonomía de Cataluña de 2006 establece que los miembros del Parlamento de Cataluña son elegidos mediante sufragio universal, libre, igual, directo y secreto. Los parlamentarios se eligen mediante escrutinio proporcional plurinominal con listas cerradas en cada circunscripción electoral. El Estatuto especifica que el Parlamento debe estar compuesto por un mínimo de cien diputados y un máximo de ciento cincuenta. Su composición actual es de 135 diputados.
Las circunscripciones electorales del Parlamento de Cataluña se corresponden con las cuatro provincias de Cataluña. El reparto de escaños a cada circunscripción está determinado por la disposición transitoria segunda del Estatuto de Autonomía de Cataluña de 2006 que mantuvo el reparto establecido en la disposición transitoria cuarta del estatuto de 1979. A la circunscripción electoral de Barcelona le corresponden 85 parlamentarios; a la de Tarragona, 18; a la de Gerona, 17; y a la de Lérida, 15.
La asignación de escaños a las listas electorales se realiza mediante el sistema D'Hondt, tal y como establece la Ley Orgánica del Régimen Electoral General (LOREG). El sistema D'Hondt es un método matemático para repartir los escaños de cada circunscripción a las listas electorales de forma aproximadamente proporcional a su porcentaje de votos.
La barrera electoral para poder optar al reparto de escaños en cada circunscripción es del 3 % de los votos válidos (suma de los votos a candidatura y los votos en blanco). Este umbral mínimo para obtener escaño sólo tiene efecto en la práctica en la circunscripción electoral de Barcelona. En el resto de circunscripciones —con un número de diputados menor— el umbral efectivo, marcado por el porcentaje mínimo necesario para obtener el último escaño mediante el reparto D'Hondt, es todavía mayor.
Tras la reforma de la LOREG de 2011, los partidos que no hayan obtenido representación en la legislatura anterior deben conseguir previamente el aval del 0,1 % del censo electoral de cada circunscripción para poder presentar candidaturas. Los electores no pueden firmar en más de una candidatura.

## Las elecciones desde 1980
En 1979, recuperada la democracia en España, se aprobó un nuevo Estatuto de Autonomía de Cataluña, que recuperó sus instituciones de autogobierno. 
Así, en 1980 pudieron celebrarse las primeras elecciones democráticas al Parlamento de Cataluña. Desde entonces se han celebrado 12 comicios en los que se elige a los 135 miembros del Parlamento que, posteriormente, elegirán al Presidente de la Generalidad de Cataluña, que deberá formar el Consejo Ejecutivo.
En las 12 elecciones celebradas desde 1980 han obtenido representación parlamentaria un total de 13 partidos políticos diferentes:
- Candidatura d'Unitat Popular (CUP)

Representación desde 2012.
- Centro Democrático y Social (CDS)

Representación en 1988 (como continuación de UCD)
- Ciudadanos - Partido de la Ciudadanía (Cs) (Egara Cívica, Associació Catalunya Constitucional, Grup Independent del Masnou, Centro Democrático Liberal, Plataforma Encuentro (ex-afiliados de Unión Progreso y Democracia que se han afiliado a Ciudadanos))

Representación desde 2006.
- Convergència Democràtica de Catalunya (CDC)-Partido Demócrata Europeo Catalán (Dentro de la coalición electoral Junts per Catalunya (JxCat) (en español: Juntos por Cataluña) es un coalición política española, inscrita como partido político y de ideología independentista catalana.[7] Nació como una candidatura electoral independentista que se presentó a las elecciones al Parlamento de Cataluña de 2017[8][9] configurada como una coalición electoral entre el Partit Demòcrata Europeu Català (PDeCAT) y Convergència Democràtica de Catalunya (CDC),[10][11] en cuyas listas se incluyeron también independientes)

Representación desde 1980 dentro de la coalición Covergència i Unió.
- Esquerra Republicana de Catalunya (ERC)

Representación desde 1980. (Esquerra Republicana de Catalunya-Catalunya Sí (ERC-CAT SÍ, en catalán: Esquerra Republicana de Catalunya-Catalunya Sí) es una coalición electoral de Cataluña, de carácter independentista, creada por Esquerra Republicana de Catalunya (ERC), Reagrupament Independentista (RI) y la plataforma ciudadana Catalunya Sí.)
- Esquerra Unida i Alternativa (EUiA) (Actualmente dentro de la coalición Catalunya en Comú-Podem)

Representación desde 2003 (escisión formada en 1997 proveniente de Iniciativa per Catalunya). (Catalunya en Comú-Podem (CatComú-Podem; en español: Cataluña en Común-Podemos) es una coalición electoral que se presentó a las elecciones al Parlamento de Cataluña de 2017, formada por Catalunya en Comú, Podem, Barcelona en Comú, Iniciativa per Catalunya Verds y Esquerra Unida i Alternativa y apoyada también por Equo Catalunya)
- Iniciativa per Catalunya Verds (ICV) (Actualmente dentro de la coalición Catalunya en Comú-Podem)

Representación desde 1988 (como continuación del PSUC). En 1988, 1992 y 1995 se presenta bajo denominación Iniciativa per Catalunya (IC), en 1999 bajo denominación Iniciativa per Catalunya-Verds (IC-V) y en 2003 y 2006, Iniciativa per Catalunya Verds (ICV) en coalición con Esquerra Unida i Alternativa. (Catalunya en Comú-Podem (CatComú-Podem; en español: Cataluña en Común-Podemos) es una coalición electoral que se presentó a las elecciones al Parlamento de Cataluña de 2017, formada por Catalunya en Comú, Podem, Barcelona en Comú, Iniciativa per Catalunya Verds y Esquerra Unida i Alternativa y apoyada también por Equo Catalunya)
- Partido Socialista Andaluz (PSA)

Representación en 1980.
- Partido Popular de Cataluña (PPC)

Representación desde 1984. Denominado Alianza Popular - Partit Demòcrata Popular - Unió Liberal (AP-PDP-UL) en 1984 y Alianza Popular en 1988.
- Partit Socialista Unificat de Catalunya (PSUC)

Representación en 1980 y 1984. Posteriormente da origen a Iniciativa per Catalunya.
- Partit dels Socialistes de Catalunya-PSOE (PSC-PSOE)

Representación desde 1980.
- Unió Democràtica de Catalunya (UDC)

Representación desde 1980 dentro de la coalición Covergència i Unió.
- Unión de Centro Democrático (UCD)

Representación en 1980 bajo la denominación Centristes de Catalunya - Unión de Centro Democrático (CC-UCD). Posteriormente, da origen al Centro Democrático y Social.
De todos ellos, tan sólo tres han conseguido que su candidato sea elegido Presidente de la Generalidad: Convergència i Unió (CiU), el Partit dels Socialistes de Catalunya-PSOE (PSC-PSOE) y Esquerra Republicana de Catalunya.

## Resultados
| Elecciones | Parlamento | Escaños    | Escaños | Escaños | Circunscripciones | Mapa electoral | Mapa electoral |
| Elecciones | Parlamento | Escaños    | Escaños | Escaños | Circunscripciones | Por Provincias | Por Municipios |
| ---------- | ---------- | ---------- | ------- | ------- | ----------------- | -------------- | -------------- |
| 2024       |            |            | PSC     | 42      |                   |                |                |
| 2024       |            | Cat-Junts+ | 35      |         |                   |                |                |
| 2024       |            | ERC        | 20      |         |                   |                |                |
| 2024       |            | PPC        | 15      |         |                   |                |                |
| 2024       |            | Vox        | 11      |         |                   |                |                |
| 2024       |            | Comuns     | 6       |         |                   |                |                |
| 2024       |            | CUP-DT     | 4       |         |                   |                |                |
| 2024       |            | AC         | 2       |         |                   |                |                |
| 2021       |            |            | PSC     | 33      |                   |                |                |
| 2021       |            | ERC        | 33      |         |                   |                |                |
| 2021       |            | JxCat      | 32      |         |                   |                |                |
| 2021       |            | Vox        | 11      |         |                   |                |                |
| 2021       |            | CUP-G      | 9       |         |                   |                |                |
| 2021       |            | ECP        | 8       |         |                   |                |                |
| 2021       |            | Cs         | 6       |         |                   |                |                |
| 2021       |            | PPC        | 3       |         |                   |                |                |
| 2017       |            |            | Cs      | 36      |                   |                |                |
| 2017       |            | JuntsxCat  | 34      |         |                   |                |                |
| 2017       |            | ERC-CSÍ    | 32      |         |                   |                |                |
| 2017       |            | PSC        | 17      |         |                   |                |                |
| 2017       |            | CatComú    | 8       |         |                   |                |                |
| 2017       |            | CUP        | 4       |         |                   |                |                |
| 2017       |            | PPC        | 4       |         |                   |                |                |
| 2015       |            |            | JxSí    | 62      |                   |                |                |
| 2015       |            | Cs         | 25      |         |                   |                |                |
| 2015       |            | PSC        | 16      |         |                   |                |                |
| 2015       |            | CSQP       | 11      |         |                   |                |                |
| 2015       |            | PPC        | 11      |         |                   |                |                |
| 2015       |            | CUP-CC     | 10      |         |                   |                |                |
| 2012       |            |            | CiU     | 50      |                   |                |                |
| 2012       |            | ERC-CSÍ    | 21      |         |                   |                |                |
| 2012       |            | PSC        | 20      |         |                   |                |                |
| 2012       |            | PPC        | 19      |         |                   |                |                |
| 2012       |            | ICV-EUiA   | 13      |         |                   |                |                |
| 2012       |            | Cs         | 9       |         |                   |                |                |
| 2012       |            | CUP        | 3       |         |                   |                |                |
| 2010       |            |            | CiU     | 62      |                   |                |                |
| 2010       |            | PSC        | 28      |         |                   |                |                |
| 2010       |            | PPC        | 18      |         |                   |                |                |
| 2010       |            | ICV-EUiA   | 10      |         |                   |                |                |
| 2010       |            | ERC        | 10      |         |                   |                |                |
| 2010       |            | SI         | 4       |         |                   |                |                |
| 2010       |            | Cs         | 3       |         |                   |                |                |
| 2006       |            |            | CiU     | 48      |                   |                |                |
| 2006       |            | PSC        | 37      |         |                   |                |                |
| 2006       |            | ERC        | 21      |         |                   |                |                |
| 2006       |            | PPC        | 14      |         |                   |                |                |
| 2006       |            | ICV-EUiA   | 12      |         |                   |                |                |
| 2006       |            | Cs         | 3       |         |                   |                |                |
| 2003       |            |            | CiU     | 46      |                   |                |                |
| 2003       |            | PSC        | 42      |         |                   |                |                |
| 2003       |            | ERC        | 23      |         |                   |                |                |
| 2003       |            | PPC        | 15      |         |                   |                |                |
| 2003       |            | ICV-EUiA   | 9       |         |                   |                |                |
| 1999       |            |            | CiU     | 56      |                   |                |                |
| 1999       |            | PSC        | 52      |         |                   |                |                |
| 1999       |            | PPC        | 12      |         |                   |                |                |
| 1999       |            | ERC        | 12      |         |                   |                |                |
| 1999       |            | ICV        | 3       |         |                   |                |                |
| 1995       |            |            | CiU     | 60      |                   |                |                |
| 1995       |            | PSC        | 34      |         |                   |                |                |
| 1995       |            | PPC        | 17      |         |                   |                |                |
| 1995       |            | ERC        | 13      |         |                   |                |                |
| 1995       |            | ICV        | 11      |         |                   |                |                |
| 1992       |            |            | CiU     | 70      |                   |                |                |
| 1992       |            | PSC        | 40      |         |                   |                |                |
| 1992       |            | ERC        | 11      |         |                   |                |                |
| 1992       |            | ICV        | 7       |         |                   |                |                |
| 1992       |            | PPC        | 7       |         |                   |                |                |
| 1988       |            |            | CiU     | 69      |                   |                |                |
| 1988       |            | PSC        | 42      |         |                   |                |                |
| 1988       |            | ICV        | 9       |         |                   |                |                |
| 1988       |            | AP         | 6       |         |                   |                |                |
| 1988       |            | ERC        | 6       |         |                   |                |                |
| 1988       |            | CDS        | 3       |         |                   |                |                |
| 1984       |            |            | CiU     | 72      |                   |                |                |
| 1984       |            | PSC        | 41      |         |                   |                |                |
| 1984       |            | CP         | 11      |         |                   |                |                |
| 1984       |            | PSUC       | 6       |         |                   |                |                |
| 1984       |            | ERC        | 5       |         |                   |                |                |
| 1980       |            |            | CiU     | 43      |                   |                |                |
| 1980       |            | PSC        | 33      |         |                   |                |                |
| 1980       |            | PSUC       | 25      |         |                   |                |                |
| 1980       |            | CC-UDC     | 18      |         |                   |                |                |
| 1980       |            | ERC        | 14      |         |                   |                |                |
| 1980       |            | PSA        | 2       |         |                   |                |                |

#### Histórico de resultados y distribución de escaños
|  | 61,0 % |

| 25   | 14  | 2   | 33  | 43  | 18     |
| PSUC | ERC | PSA | PSC | CiU | CC-UCD |

|  | 64,3 % |

| 6    | 5   | 41  | 72  | 11    |
| PSUC | ERC | PSC | CiU | CP-AP |

|  | 59,3 % |

| 9   | 6   | 42  | 3   | 69  | 6  |
| ICV | ERC | PSC | CDS | CiU | AP |

|  | 54,8 % |

| 7   | 11  | 40  | 70  | 7  |
| ICV | ERC | PSC | CiU | PP |

|  | 63,6 % |

| 11  | 13  | 34  | 60  | 17 |
| ICV | ERC | PSC | CiU | PP |

|  | 59,2 % |

| 5   | 12  | 50  | 56  | 12 |
| ICV | ERC | PSC | CiU | PP |

|  | 62,5 % |

| 9        | 23  | 42  | 36  | 15 |
| ICV-EUiA | ERC | PSC | CiU | PP |

|  | 56,0 % |

| 12       | 21  | 37  | 3  | 38  | 14 |
| ICV-EUiA | ERC | PSC | Cs | CiU | PP |

|  | 59,9 % |

| 10       | 10  | 28  | 3  | 4  | 62  | 18 |
| ICV-EUiA | ERC | PSC | Cs | SI | CiU | PP |

|  | 67,7 % |

| 3   | 13       | 21  | 20  | 9  | 50  | 19 |
| CUP | ICV-EUiA | ERC | PSC | Cs | CiU | PP |

|  | 74,9 % |

| 10  | 11   | 62   | 16  | 25 | 11 |
| CUP | CSQP | JxSí | PSC | Cs | PP |

|  | 79,0 % |

| 4   | 8    | 32  | 17  | 34    | 36 | 4  |
| CUP | CC-P | ERC | PSC | JxCat | Cs | PP |

|  | 51,2 % |

| 9   | 8   | 33  | 33  | 32    | 6  | 3  | 11  |
| CUP | ECP | ERC | PSC | Junts | Cs | PP | Vox |

|  | 57,9 % |

| 4   | 6   | 20  | 42  | 35     | 15 | 2  | 11  |
| CUP | CeC | ERC | PSC | Junts+ | PP | AC | Vox |